# Knuckles the Echidna (stripserie)
Knuckles the Echidna is een 32 delen tellende Amerikaanse stripreeks gepubliceerd door Archie Comics. De reeks draait om het gelijknamige personage uit de Sonic the Hedgehog-franchise.
De serie is een spin-off van Archies Sonic-stripserie, en speelt zich af in hetzelfde fictieve universum als die serie.

## Overzicht
De serie draait voornamelijk om Knuckles die probeert antwoorden te vinden over zijn afkomst en ware aard. Ondertussen moet hij ook zijn taak als bewaker van de Master Emerald voortzetten. Waarom hij deze taak heeft is zelfs voor hem een raadsel.
De stripserie begint bij deel 4. De delen 1 t/m 3 werden uitgebracht als een miniserie getiteld Knuckles: The Dark Legion. Deze serie werd weer voorafgegaan door een andere miniserie getiteld Sonic's Friendly Nemesis Knuckles en het 1-delige Knuckles Chaotix.
De serie werd geheel geschreven en ook deels getekend door Ken Penders. Hij ontwierp tevens alle nieuwe personages voor de serie. De ondertoon van de stripreeks is een stuk serieuzer dan die van de meeste andere verhalen van Archie Comics.
De serie is opgesplitst in verhaallijnen van telkens drie delen. Deze verhaallijnen sluiten nauw op elkaar aan, in tegenstelling tot bijvoorbeeld bij de reeks “Sonic the Hedgehog”.
De voorplaten van elke strip zijn zo getekend dat de afbeeldingen op de drie strips die samen 1 verhaallijn bevatten kunnen worden samengevoegd tot een grotere afbeelding. Deze covers werden getekend door Patrick Spaziante tot aan deel 25, waarna Manny Galan het overnam.
Toen de serie werd stopgezet werden Knuckles’ verhaallijn en alle personages uit zijn strips overgenomen in Sonic the Hedgehog.

## Personages
Behalve Knuckles en de Chaotix bevat Knuckles the Echinda een originele cast van personages. Sommige van deze personages zijn later ook een grote rol gaan spelen in de Sonic the Hedgehog-stripserie.
- Knuckles the Echidna de bewaker van de Master Emerald op het zwevende eiland.
- Julie-Su een voormalige soldaat van de Dark Legion, en zus van hun leider Lien-Da. Ze is de vriendin van Knuckles.
- Chaotix: een team bestaande uit Vector the Crocodile, Espio the Chameleon, Mighty The Armadillo en Charmy Bee.
- Locke the Echidna Knuckles' vader en voormalige bewaker van de Emerald. Hij stelde zijn zoon op jonge leeftijd bloot aan de chaosdiamanten, wat hem krachten gaf groter dan die van de andere mierenegels.
- Lara-Le Knuckles' moeder die woont in Echinopolis. Ze is gescheiden van Locke en heeft inmiddels een nieuwe man, Wynmacher.
- Constable Remington een leider in het Echidnapolis veiligheidsteam, en bondgenoot van Knuckles. Hij heeft vele connecties in de onderwereld.
- De Brotherhood of Guardians: een groep van voormalige bewakers van de Emerald, die vanuit een geavanceerde basis in de verboden zone opereren. Ze zijn allemaal voorouders van Knuckles.
- Archimedes: een vuurmier en een leermeester van Knuckles
- De Dark Legion: de tegenhangers van de Brotherhood of Guardians. De Dark Legion is een leger van cyborg-mierenegels die Enerjak aanbidden. Alle leiders van Dark Legion zijn nakomelingen van Enerjaks originele alter-ego: Dimitri.
- Enerjak/Dimitri Knuckles' oom en leider van de Dark Legion. Hij krijgt zijn macht van 11 chaosdiamanten. Hij is nu een cyborg.
- Renfield the Rodent: een corrupte zakenman die de Happyland themaparken rond het zwevende eiland leidde.
- Downtown Ebony Hare: een machtige gangster in Echidnapolis.